# Mimetus latro
Espèce
Synonymes
- Reo latro Brignoli, 1979

Mimetus latro est une espèce d'araignées aranéomorphes de la famille des Mimetidae.

## Distribution
Cette espèce est endémique du Kenya. Elle se rencontre vers Arabuko.

## Description
Le mâle holotype mesure 2,02 mm et la femelle paratype 2,87 mm.

## Systématique et taxinomie
Cette espèce a été décrite sous le protonyme Reo latro par Brignoli en 1979. Elle est placée dans le genre Mimetus par Benavides et Hormiga en 2020.

## Publication originale
- Brignoli, 1979 : Recherches en Afrique de l'Institut de Zoologie de l'Aquila (Italie) II. Reo latro nov. gen., nov. sp. du Kenya (Araneae: Mimetidae). Revue de zoologie africaine, vol. 93, p. 919-928.